# عبدالمحسن لویمی
عبدالمحسن بن محمد بن مبارک لُوَیْمی (؟ - ۱۸۳۰) فقیه جعفری، آموزگار و نویسندهٔ دینی احسایی ایرانی-عربستانی بود. در روستای بَطّالیّه در منطقۀ احساء، به هنگام امارت سعودی دَرعیه از خانواده‌ای شیعهٔ دوازده‌امامی زاده شد و همان‌جا پرورش یافت. در عراق از مهدی بحر العلوم، مهدی شهرستانی و دیگران علوم خود را فراگرفت و به زادگاهش بازگشت و به امور دینی تا پیرامون سال ۱۷۸۶ مشغول شد. به ایران قاجاری مهاجرت کرد و در سیرجان، ایالت کرمان، تا پایان عمرش زیست. مسجد و مدرسه‌ای دینی در آنجا بنا نهاد. از او آثار بسیاری در موضوعات گوناگون دینی و زبان‌شناسی، دست‌خط و چاپ‌شده، به زبان عربی برجای مانده‌است.

## زندگی
او عبدالمحسن بن محمد بن مبارک بن ناصر بن محمد بن ناصر بن حسین، لُوَیْمی اَحسایی بِلادی است. در روستایی بَطّالیّه در شمال شرق هفوف در منطقهٔ احساء، امارت سعودی دَرعیه به تاریخی نامعلوم زاده و بزرگ شد. پس از یادگیری مقدمات و علوم اولیه نزد حسین آل عصفور و دیگران در احساء شاگردی کرد. سپس به عراق رفت و نزد علمای آنجا تحصیل کرد، مانند: مهدی بحر العلوم، مهدی شهرستانی و دیگران. به زادگاهش بازگشت، در آنجا به امور دینی مشغول شد. مسجدش در بطالیه مشهور بود.

در اوایل سدهٔ سیزدهم قمری/ ۱۷۸۶ م از احسا از راه دریایی سوی ایران قاجاری مهاجرت کرد، همراه برادرش عیسی و پدرش علی وچند تن دیگر از خانواده‌اش. او به مشهد، تهران، اصفهان، شیراز، کرمان سفر کرد تا اینکه در سال ۱۲۱۸ق/ ۱۸۰۳م در سیرجان اقامت گرفت و همان‌جا ماندگار شد.

## مهاجرت به سيرجان
در سیرجان مسجدی بنا کرد و مدرسه علمیه تأسیس کرد و استاد و معلمی داشت. در حومه سیرجان تا زمان مرگ پیشوا و راهنما بود و از کسانی بود که با مترجمش در ایران همراهی کرد و از علی بن شیخ محمد رمضان احسایی بهره برد. . علی بن محمد رمضان نیز یک بار به دیدن او رفت و مدتی نزد او تحصیل کرد. از دیگر شاگردانش، محمد بن مشاری احسایی و عبد الحسین بن ناصر احسایی بودند.
 لویمی پس از ۲۷ سال زندگی در سیرجان در سال ۱۲۴۵ قمری / ۱۸۳۰ م یا ۱۲۵۰ ق / ۱۸۳۴ م درگذشت. آرامگاهش در سیرجان برجاست.

## زندگی شخصی
از پسراش، محمد و علی از علما بودند، علی همراه پدرش به سیرجان مهاجرت کرد و فرزندانش در آنجا زاده شدند. آنان در سیرجان و تهران به آل محسنی مشهورند. اما محمد در احساء ماند، ذریهٔ او به آل لویمی و آل البشر مشهور شدند. بردارش عیسی که نیز همراهش به سیرجان رفت، در همان‌جا یا شیراز درگذشت.

## آثارش
او کتاب‌های بسیاری در موضوعات گوناگون دینی نگاشت، نسخه‌های خطی آن‌ها نزد نوادگانش در سیرجان برجای ماندند، برخی از آنان نزد عبدالهادی فضلی از علمای شیعهٔ در کویت بوده‌است. شماری از آثارش نیز در سدهٔ بیستم به چاپ رسید.
- «الإجازة الکبيرة»
- «بداية الهداية»، در علم تجوید
- «التحفة الفاخرة في ذکر مصائب العترة الطاهرة»، ۱۲۱۸ هـ
- «جامع الأصول عن أهل الوصول»
- «الرسالة الصغرى في الصلاة»
- «الرسالة الکبرى في الصلاة»
- «الرسالة الوسطى في الصلاة»
- «شرح الآجرومية»، در علم نحو
- «شرح العوال الجرجانية»، در علم نحو
- «شرح العوائل المائ» ة
- «کافية الطلاب المودعة بدائع علم الإعراب»
- «مشکاة الأنوار في فقه الصلاة عن الأئمة الأطهار»
- «النهج القويم والصراط المستقيم»
- «وفاة الإمام الحسن»
- «وفاة الإمام الکاظم»
- «وفاة النبي يحيى»